# Treizième circonscription de la préfecture de Kanagawa
La treizième circonscription de la préfecture de Kanagawa (神奈川県第13区, Kanagawa-ken dai-jūsan-ku) est l'une des vingt circonscriptions législatives que compte la préfecture de Kanagawa au Japon.

## Description géographique
Entre 1994 et 2017, la treizième circonscription de la préfecture de Kanagawa regroupait les villes de Yamato, Ebina, Zama et Ayase.
Entre 2017 et 2022, elle comprenait les villes de Yamato, Ebina et Ayase et une partie de la ville de Zama.
Depuis 2022, elle réunit les villes de Yamato et Ayase et l'arrondissement de Seya de la ville de Yokohama,.

## Députés
| Législature | Début de mandat | Fin de mandat | Député élu              | Parti politique | Parti politique |
| ----------- | --------------- | ------------- | ----------------------- | --------------- | --------------- |
| 41e         | 1996            | 2000          | Atsuhiro Tomizawa (ja)  |                 | Shinshintō      |
| 42e         | 2000            | 2003          | Akira Amari             |                 | PLD             |
| 43e         | 2003            | 2005          | Akira Amari             |                 | PLD             |
| 44e         | 2005            | 2009          | Akira Amari             |                 | PLD             |
| 45e         | 2009            | 2012          | Hidenori Tachibana (ja) |                 | PDJ             |
| 46e         | 2012            | 2014          | Akira Amari             |                 | PLD             |
| 47e         | 2014            | 2017          | Akira Amari             |                 | PLD             |
| 48e         | 2017            | 2021          | Akira Amari             |                 | PLD             |
| 49e         | 2021            | 2024          | Hideshi Futori (ja)     |                 | PDC             |
| 50e         | 2024            | -             | Hideshi Futori (ja)     |                 | PDC             |